# ICC Thang Long Global Center
Le Shenglong Global Center est un gratte-ciel en construction à Fuzhou en Chine. Il s'élèvera à 300 mètres. Son achèvement est prévu pour 2018. 